# Силва Крус, Денис
Денис Силва Крус (порт.-браз. Denis Silva Cruz; 28 декабря 1985, Императрис, Бразилия) — бразильский футболист, защитник.

## Карьера
Первым профессиональным клубом игрока был «Императрис». Отыграв один год, Денис перешёл в клуб «Гама». После этого он переехал в Азербайджан, где играл за «Хазар-Ленкорань». Денис в разные годы играл за «Гремио Баруэри». Большую часть профессиональной карьеры провёл в клубе «Нефтчи» (Баку), где играл под номером 3.

## Статистика
| Клуб            | Сезон   | Чемпионат | Чемпионат | Кубок страны | Кубок страны |
| Клуб            | Сезон   | Игры      | Голы      | Игры         | Голы         |
| --------------- | ------- | --------- | --------- | ------------ | ------------ |
| Хазар-Ленкорань | 2008/09 | 15        | 3         | 0            | 0            |
| Хазар-Ленкорань | 2009/10 | 16        | 0         | 0            | 0            |
| Гремио Баруэри  | 2010    | 12        | 1         | 0            | 0            |
| Нефтчи (Баку)   | 2010/11 | 29        | 1         | 2            | 0            |
| Нефтчи (Баку)   | 2011/12 | 30        | 1         | 6            | 0            |
| Гремио Баруэри  | 2012    | 5         | 0         | 0            | 0            |
| Нефтчи (Баку)   | 2012/13 | 14        | 1         | 2            | 0            |